# Zybex
Zybex è un videogioco di tipo sparatutto a scorrimento spaziale pubblicato nel 1988 per Atari 8-bit e Commodore 64 e nel 1989 per ZX Spectrum. Uscì direttamente nella fascia di prezzo bassa, edito dalla neonata Zeppelin Games (poi divenuta Eutechnyx), ottenendo comunque buoni giudizi dalla critica dell'epoca.

## Modalità di gioco
Si tratta di un tradizionale sparatutto a scorrimento continuo verso destra, giocabile anche da due giocatori contemporaneamente. Ogni giocatore controlla un astronauta visto di profilo con una tuta dotata di jet pack.
Ci sono 16 livelli corrispondenti ad altrettanti pianeti, infestati di alieni dalle forme bizzarre e ostacoli indistruttibili, ciascuno con un mostro finale vulnerabile solo al centro. Il primo livello è sempre Arcturus, ma successivamente è possibile scegliere ogni volta quale livello affrontare, tranne alcuni che diventano disponibili solo più avanti.
Le armi sparano costantemente e automaticamente, il giocatore può solo cambiare il tipo di arma: ce ne sono 5, ciascuna potenziabile fino a 4 volte. All'inizio di ogni livello si comincia sempre solo con l'arma base al minimo, tutto il resto si ottiene raccogliendo power-up.